# Нижній Акбаш
Нижній Акбаш (рос. Нижний Акбаш) — село у Терському районі Кабардино-Балкарії Російської Федерації.
Орган місцевого самоврядування — сільське поселення Тамбовське. Населення становить 1026 осіб.

## Історія
Згідно із законом від 27 лютого 2005 року органом місцевого самоврядування є сільське поселення Тамбовське.

## Населення
| 2002 | 2010  |
| ---- | ----- |
| 1030 | ↘1026 |